# Polymixis venusta
Polymixis venusta är en fjärilsart som beskrevs av Jean Baptiste Boisduval 1929. Polymixis venusta ingår i släktet Polymixis och familjen nattflyn. Inga underarter finns listade i Catalogue of Life.